# Kaweka Range
Kaweka Range je menší pohoří ve střední části Severního ostrova na Novém Zélandu. Leží v regionu Hawke's Bay. Nejvyšší horou pohoří je Kaweka (1 724 m).

## Geografie
Západně od pohoří leží Kaimanawa Mountains a vulkanická náhorní plošina North Island Volcanic Plateau s nejvyšší horou Severního ostrova Ruapehu. Severozápadně leží největší novozélandské jezero Taupo, východně se nachází záliv Hawke Bay. Jižně leží pohoří Ruahine Range. V pohoří pramení řada řek (Tutaekuri, Mohaka, and Ngaruroro), které pak ústí do Hawkeho zálivu. Hranice lesa se nachází v 1 000 až 1 300 m.